# Hennepin Nordiques
Hennepin Nordiques var ett amerikanskt juniorishockeylag som var baserat i New Hope, Minnesota och spelade bara en säsong i United States Hockey League (USHL) mellan 1979 och 1980, när de blev omlokaliserade till Waterloo i delstaten Iowa och fick namnet Waterloo Black Hawks. Laget spelade sina hemmamatcher i New Hope Ice Arena. Nordiques vann både Anderson Cup, som delas ut till det lag som vinner USHL:s grundserie, och Clark Cup, som delas ut till det lag som vinner USHL:s slutspel, i sin första och enda säsong i ligan.
De fostrade inte en enda ishockeyspelare som fick chansen att spela för någon medlemsorganisation i den nordamerikanska proffsligan National Hockey League (NHL).